# Петрушевка
Петрушевка (укр. Петрушівка) — село,
Угроедский поселковый совет,
Краснопольский район,
Сумская область,
Украина.
Код КОАТУУ — 5922355605. Население по переписи 2001 года составляло 171 человек .

## Географическое положение
Село Петрушевка находится у истоков реки Прикол,
ниже по течению на расстоянии в 2,5 км расположено село Великий Прикол.
На реке небольшая запруда.
К селу примыкает небольшой лесной массив.

## Экономика
- «Петрушевская», ООО.